# ウィリアム・サマーヴィル (初代アスラムニー男爵)
初代アスラムニー男爵および初代メレディス男爵ウィリアム・メレディス・サマーヴィル（英語: William Meredyth Somerville, 1st Baron Athlumney, 1st Baron Meredyth PC、1802年 – 1873年12月7日）は、イギリスの政治家、貴族。自由党に所属し、庶民院議員（在任：1837年 – 1852年、1854年 – 1865年）、内務省政務次官（在任：1846年 – 1847年）、アイルランド主席政務官（在任：1847年 – 1852年）を歴任した。アイルランド主席政務官の在任中はジャガイモ飢饉が最も厳しい時期であり、サマーヴィルは本国政府に救援を要請したが、効果が上がらなかった。一方で1850年にアイルランド人選挙権法（Irish Franchise Act）を推進したことで知られ、この法律の可決によりアイルランドの有権者数が4万5千から3倍以上の16万5千に上がった。

## 生涯

### 生い立ち
第4代準男爵サー・マーカス・サマーヴィルと1人目の妻メアリー・アン（Mary Anne、旧姓ゴージェス＝メレディス（Gorges-Meredyth）、初代準男爵サー・リチャード・ゴージェス＝メレディスの娘）の息子として、1802年に生まれた。父マーカスは1801年から1831年まで庶民院議員を務め、カトリック解放を支持した人物だった。
1822年2月18日、オックスフォード大学クライスト・チャーチに入学した。1831年7月11日に父が死去すると、準男爵位を継承した。

### 政界入り

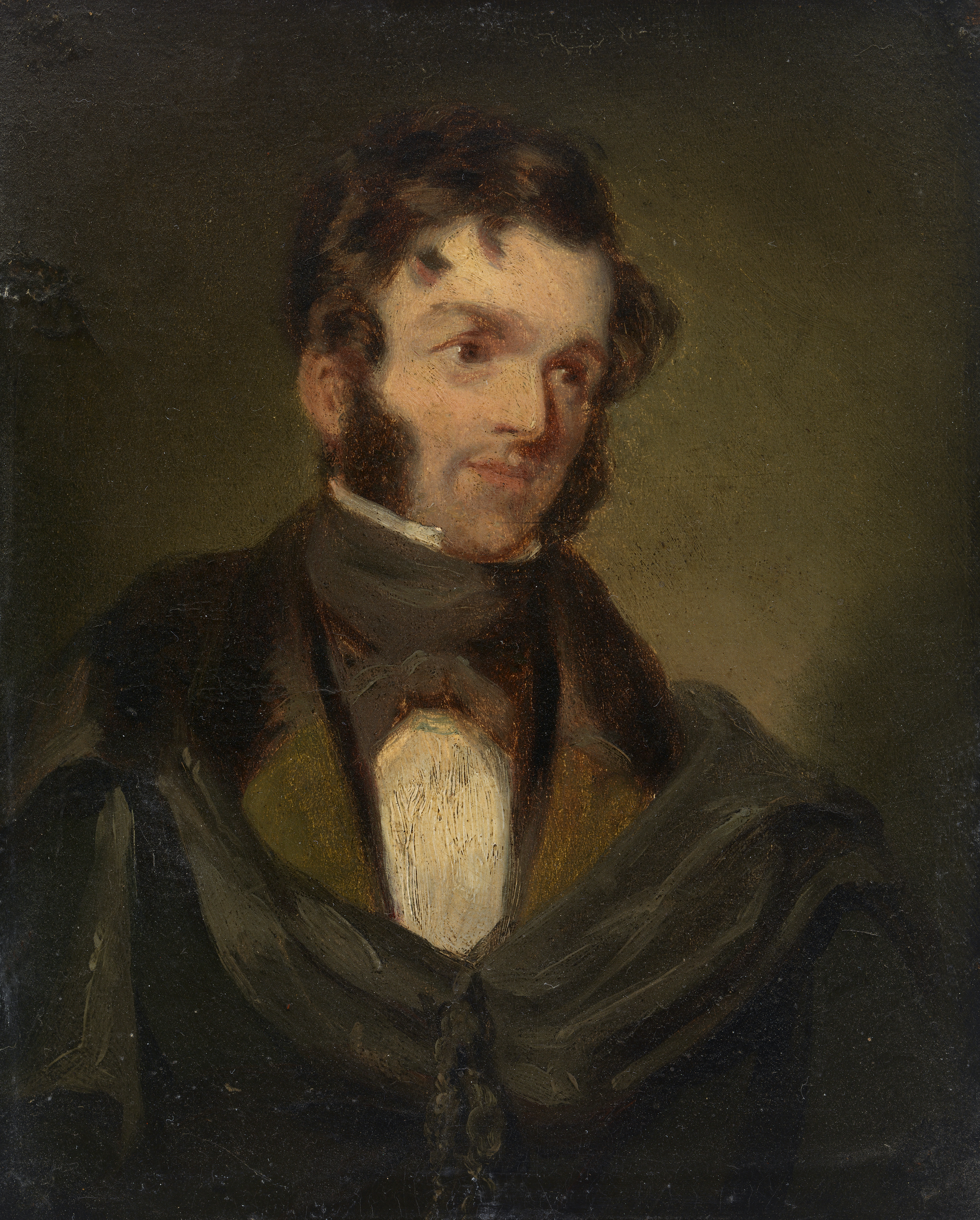
サマーヴィルの友人で、議会でも協力したウィリアム・スミス・オブライエン。ジョージ・フランシス・マルヴァニー画。

1829年から1832年まで在ベルリンイギリス大使館でアタッシェを務めた後、1835年イギリス総選挙でホイッグ党候補としてウェンロック選挙区から出馬したが、323票（得票数2位）しか得られず保守党候補2人に敗れた。1837年イギリス総選挙でドロヘダ選挙区から出馬して当選、以降1852年の総選挙まで同選挙区の議員を務めた。
ミーズ県に1万エーカーほどの領地を所有していたが、自由主義的な地主として借地人の権利を認め、『ダブリン大学マガジン』で模範的な地主として賞賛された。議会でも主にアイルランド問題や農業問題について頻繁に演説し、1840年1月には女王演説への返答動議の賛成者（seconder）に選ばれた。1841年6月3日、サー・ロバート・ピールが提出した第2次メルバーン子爵内閣の問責決議への反対演説をしたが、決議案は1票差で可決され、内閣が崩壊した。この演説において、穀物法廃止こそがアイルランドの農業問題への最良の施策であると主張した。1846年3月30日にピールの穀物法廃止法案の審議延期への反対動議を提出したが、108票対147票で否決された。4月17日にアイルランド強圧法案が提出されると、サマーヴィルは法案が不必要かつ効力のない可能性が高いとして反対、6月8日の第二読会で法案の否決を動議した。保護貿易の支持者（穀物法廃止の反対者）も法案反対に回ったため、強圧法案は否決され、第2次ピール内閣も崩壊した。青年アイルランドのウィリアム・スミス・オブライエンの友人であり、サマーヴィルはスミス・オブライエンより穏健ではあったが、2人はアイルランド強圧法案への反対と第2次ピール内閣の倒閣にあたり協力した。

### アイルランド主席政務官として

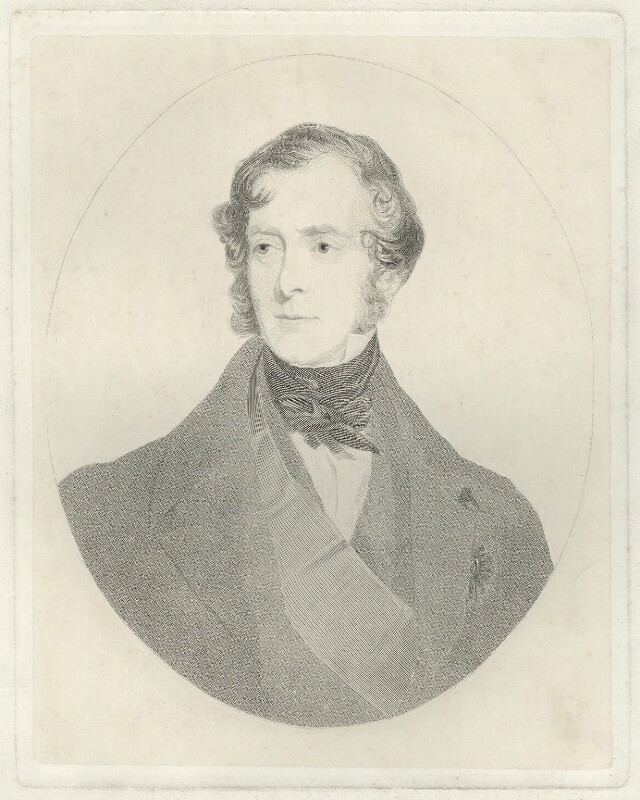
サマーヴィルのアイルランド主席政務官在任中にアイルランド総督を務めた第4代クラレンドン伯爵ジョージ・ヴィリアーズ。

第2次ピール内閣の後に成立した第1次ラッセル内閣はホイッグ党政権であり、サマーヴィルは内務省政務次官に就任した。1847年7月22日にアイルランド主席政務官に任命され、同日に枢密顧問官に任命された。同年にはアイルランド救貧法委員会（Irish poor-law commission）の委員に任命された。
サマーヴィルがアイルランド主席政務官に就任したとき、アイルランドはジャガイモ飢饉が最も厳しい時期であり、翌年には青年アイルランド党の反乱が勃発した。ジャガイモ飢饉に苦しみ人々への対処として、本国政府に援助を強く要請したが、効果が上がらなかった。また、アイルランドでは基金を受けて熱病患者収容病院が設立されたが、サマーヴィルは1847年9月に病院が救貧制度の負担となることを危惧し、本国の財務省に補助金交付を同意させた。1848年2月15日には土地の改良を行った借地人に補償を支払う法案を提出したが、地主層の反対により度重なる修正がなされ、最終的には失敗した。この法案に対し、スミス・オブライエンはほんの見せかけにすぎないとして批判、政府も支持しなかった。スミス・オブライエンはその後、青年アイルランド党の反乱を起こすに至ったが、サマーヴィルはスミス・オブライエンとの友人関係からか、鎮圧にはほとんど関わらず、アイルランド総督の第4代クラレンドン伯爵ジョージ・ヴィリアーズが鎮圧を主導した。
1850年にアイルランド人選挙権法（Irish Franchise Act）を可決させ、選挙権の条件を不動産の所有から占有に変更した。これにより、アイルランドにおける有権者の人数が4万5千人から16万5千人に増え、「19世紀アイルランドの選挙政治における最も重要な立法」（the single most important legislative influence on [...] the course of elective politics in nineteenth-century Ireland）と評された。選挙権の条件以外では有権者登録を自動更新に変更した。
1852年2月に第1次ラッセル内閣が崩壊すると、サマーヴィルもアイルランド主席政務官を退任した。同年7月の総選挙でカンタベリー選挙区から出馬して、570票（得票数3位）で落選した。

### 2度目の議員期
カンタベリーでは選挙申し立てを経て選挙無効が宣告され、サマーヴィルは1854年8月の再選挙で699票（得票数2位）を得て当選した。その後、1857年イギリス総選挙で759票（得票数2位）を得て再選、1859年イギリス総選挙では無投票で再選した。
2度目の議員期では1855年に教会税廃止への賛成演説をして、1856年にはアイルランド人労働者の居所に関する法案の審議に関わり、1857年7月7日にアイルランド総督廃止動議に賛成した。1859年にはカトリックによるアイルランド大法官就任を許可する法案を提出して、自由党と保守党の指導者からも賛成されたが、この法案は委員会審議の段階になって取り下げられた。
1863年12月14日、アイルランド貴族であるミーズ県におけるサマーヴィルおよびドラーズタウンのアスラムニー男爵に叙された。1864年6月21日に庶民院で行った最後の演説ではアイルランドにおける地主と借地人へのさらなる介入に反対した。

### 晩年
1866年5月3日、連合王国貴族であるミーズ県におけるドラーズタウンのメレディス男爵に叙された。これにより貴族院での議席を得た。貴族院では1867年に初代クランリカード侯爵ユリック・ド・バーグが提出した、アイルランドにおける土地所有権の簡素化を目指す法案に反対し、立法による介入より借地人の移民（emigration）が望ましいとの見解を示した。一方、1869年のアイルランド国教会廃止法案や自由党の首相ウィリアム・グラッドストンが1870年に提出したアイルランド土地改革法案には賛成した。
1873年12月7日にドーヴァーで死去、13日にミーズ県ケンツタウンで埋葬された。息子ジェームズ・ハーバート・グスタヴァス・メレディスが爵位を継承した。

## 家族
1832年12月22日、マリア・ハリエット・カニンガム（Maria Harriet Conyngham、1843年12月3日没、初代カニンガム侯爵ヘンリー・カニンガムの末娘）と結婚、1男1女をもうけた。
- エリザベス・ジェーン（英語版）（1834年6月21日[14] – 1882年5月31日） - 1856年12月18日、第3代チャールモント伯爵ジェームズ・コールフィールドと結婚、子供なし[13]
- ウィリアム・ヘンリー・マーカス（1837年9月11日没） - 夭折[1]

1860年10月16日、パリのイギリス大使館でマリア・ジョージアナ・エリザベス・ジョーンズ（Maria Georgiana Elizabeth Jones、1831年6月24日 – 1899年1月6日、ハーバート・ジョージ・ジョーンズの娘）と再婚、2男6女をもうけた。
- メアリー・アン・ブランシュ（Mary Anne Blanche、1861年7月16日[15] – 1949年1月4日没） - 生涯未婚[16]
- ジョージナ・アリス・リジー（Georgina Alice Lizzie、1862年7月15日[15] – 1949年2月20日没） - 1888年4月30日、チャールズ・ゴア・ロフタス・トッテナム（Charles Gore Loftus Tottenham、1929年10月22日没）と結婚[16]
- イーディス・ソフィア（Edith Sophia、1863年10月19日 – 1867年4月27日[15]）
- ジェームズ・ハーバート・グスタヴァス・メレディス（英語版）（1865年3月23日 – 1929年1月8日） - 第2代アスラムニー男爵、第2代メレディス男爵[16]
- セシリア・ルイーザ（1866年5月18日[15] – 1946年12月25日） - 生涯未婚[1]
- マーカス・エドワード・フランシス・メレディス（1867年10月10日 – 1871年9月17日[13]）
- フローレンス・エミリー・フランシス（1869年3月12日[15] – 1947年7月24日） - 1901年4月9日、ウィリアム・ウッディング・スターマー（William Wooding Starmer、1927年10月27日没）と結婚、子供あり[16]
- キャサリン・メアリー・ファニー（1870年6月16日[15] – 1873年9月12日[13]）